# Élections législatives comoriennes de 2015
Les élections législatives comoriennes de 2015 ont lieu les 25 janvier et 22 février 2015 après plusieurs reports.

## Contexte
Initialement les élections étaient prévues pour le début novembre, puis le 28 décembre 2014 et le 1er février 2015. La campagne se déroule sans incident

## Résultats
| Parti                                                                          | Premier tour | Premier tour | Premier tour | Second tour | Second tour | Second tour | Total sièges |
| Parti                                                                          | Votes        | %            | Sièges       | Votes       | %           | Sièges      | Total sièges |
| ------------------------------------------------------------------------------ | ------------ | ------------ | ------------ | ----------- | ----------- | ----------- | ------------ |
| Union pour le Développement des Comores                                        | 33,229       | 18.47        | 2            | 49,079      | 29.07       | 6           | 8            |
| Juwa                                                                           | 32,373       | 17.99        | 1            | 34,569      | 20.47       | 6           | 7            |
| Rassemblement Démocratique des Comores                                         | 18,751       | 10.42        | 0            | 35,953      | 21.29       | 2           | 2            |
| Convention pour le renouveau des Comores                                       | 13,030       | 7.24         | 0            | 17,123      | 10.14       | 2           | 2            |
| Parti orange                                                                   | 10,897       | 6.06         | 0            | 1,644       | 0.97        | 0           | 0            |
| Rassemblement pour une Alternative de Développement Harmonieux et Intégré      | 6,415        | 3.57         | 0            | 8,615       | 5.10        | 1           | 1            |
| Parti pour l'Entente Comorienne                                                | 2,878        | 1.60         | 0            | 3,262       | 1.93        | 1           | 1            |
| Rassemblement pour la Démocratie et le Renouveau                               | 2,865        | 1.59         | 0            | –           | –           | –           | 0            |
| Alliance nationale pour les Comores                                            | 2,742        | 1.52         | 0            | –           | –           | –           | 0            |
| Union comorienne pour le progrès                                               | 2,713        | 1.51         | 0            | –           | –           | –           | 0            |
| Mouvement pour la République, l'Ouverture et l'Unité de l'Archipel des Comores | 2,308        | 1.28         | 0            | –           | –           | –           | 0            |
| Union Nationale pour la Démocratie aux Comores                                 | 1,332        | 0.74         | 0            | –           | –           | –           | 0            |
| WWW                                                                            | 1,094        | 0.61         | 0            | –           | –           | –           | 0            |
| Parti Djawabu                                                                  | 947          | 0.53         | 0            | –           | –           | –           | 0            |
| Parti Bassemala                                                                | 907          | 0.50         | 0            | –           | –           | –           | 0            |
| Rassemblement pour une Initiative de Développement avec une Jeunesse Avertie   | 810          | 0.45         | 0            | –           | –           | –           | 0            |
| Rassemblement national pour le Développement-Renouveau                         | 665          | 0.37         | 0            | –           | –           | –           | 0            |
| ADD ZAM-ZAM                                                                    | 406          | 0.23         | 0            | –           | –           | –           | 0            |
| Parti de la fraternité et de l'unité des îles                                  | 277          | 0.15         | 0            | –           | –           | –           | 0            |
| Front démocratique                                                             | 255          | 0.14         | 0            | –           | –           | –           | 0            |
| Parti Mwashiwa                                                                 | 170          | 0.09         | 0            | –           | –           | –           | 0            |
| MCJC                                                                           | 112          | 0.06         | 0            | –           | –           | –           | 0            |
| Parti Social Démocrate des Comores‐Dudja                                       | 86           | 0.05         | 0            | –           | –           | –           | 0            |
| Indépendants                                                                   | 44,649       | 24.82        | 0            | 18,603      | 11.02       | 3           | 3            |
| Votes blancs et invalides                                                      | 15,959       | –            | –            | 14,946      | –           | –           | –            |
| Total                                                                          | 195,870      | 100          | 3            | 183,794     | 100         | 21          | 24           |
| Inscrits / participation                                                       | 274,505      | 71.35        | –            | 251,595     | 73.05       | –           | –            |
| Source: CENI, CENI                                                             |              |              |              |             |             |             |              |

## Députés élus
| Circonscription        | Élu                        | Parti                                                                     |
| ---------------------- | -------------------------- | ------------------------------------------------------------------------- |
| Dewa                   | Ahmed Bacar Salim          | Indépendant                                                               |
| Msoutrouni & Moimbassa | Said Baco Attoumani        | Union pour le Développement des Comores                                   |
| Djando                 | Abdallah Ahamadi           | Union pour le Développement des Comores                                   |
| M'Lédjélé              | Hachim Ramiara             | Union pour le Développement des Comores                                   |
| Sima                   | Dhoihir Dhoulkamal         | Indépendant                                                               |
| Mutsamudu I            | Bacar Abdou Dossar Mohamed | Parti Juwa                                                                |
| Mutsamudu II           | Abou Achirafi Ali Bacar    | Indépendant                                                               |
| Ouani                  | Abdallah Ben Omar          | Parti Juwa                                                                |
| Cuvette                | Soiffa Ousseni             | Union pour le Développement des Comores                                   |
| Domoni I               | Mohamed Rachadi Abdou      | Parti Juwa                                                                |
| Domoni II              | Tadjiddine Mohamed         | Parti Juwa                                                                |
| Nioumakele I           | Abdou Ousseni              | Union pour le Développement des Comores                                   |
| Nioumakele II          | Nassimou Ahamadi           | Parti Juwa                                                                |
| Moroni Nord            | Ibrahim Mohamed Soule      | Parti Juwa                                                                |
| Moroni Sud             | Mohamed Msaidie            | Parti Juwa                                                                |
| Bambao                 | Issa Soule Mmadi           | Union pour le Développement des Comores                                   |
| Oichili–Dimani         | Charif Maoulana            | Convention pour le renouveau des Comores                                  |
| Itsandra Nord          | M'madi Hassani Oumouri     | Rassemblement Démocratique des Comores                                    |
| Itsandra Sud           | Saïd Ibrahim Fahmi         | Parti pour l'Entente Comorienne                                           |
| Mitsamiouli–Mboude     | Ali Ahamada                | Rassemblement pour une Alternative de Développement Harmonieux et Intégré |
| Hambou                 | Ali Mhadji                 | Convention pour le renouveau des Comores                                  |
| Hamahamet–Mboinkou     | Soulaimane Mohamed Soilihi | Union pour le Développement des Comores                                   |
| Ngouengwe              | Abdoulkarim Mohamed        | Union pour le Développement des Comores                                   |
| Itsahidi               | Hadjira Oumouri            | Rassemblement Démocratique des Comores                                    |

Hadjira Oumouri, du Rassemblement démocratique des Comores, est la seule femme élue lors de ces élections.